# Viktor Knoch
Viktor Knoch, född 12 december 1989, är en ungersk skridskoåkare som tävlar i short track. Han ingick i det ungerska lag som vann olympiskt guld på 5 000 meter stafett vid OS i Pyeongchang i Sydkorea. Segern innebar att Ungern vann sitt första guld någonsin i olympiska vinterspelen.
Han deltog även i OS 2006, 2010 och 2014.